# Kamienica Kupiecka w Częstochowie
Kamienica Kupiecka – zabytkowa, eklektyczna kamienica w Częstochowie, w II Alei, zbudowana w latach 1894–1907.

## Historia
Kamienica została wzniesiona w stylu eklektycznym, łącząc style z różnych epok, przede wszystkim nawiązując do neogotyku. Budowlę wzniesiono na planie litery L, na rogu obecnych II Alei i al. Kościuszki.
Od 1909 roku w kamienicy odbywały się kursy handlowe, była to pierwsza taka szkoła w mieście.
Przed II wojną światową mieścił się tu Bank Przemysłowy Warszawski, a potem Częstochowskie Towarzystwo Pożyczkowo–Oszczędnościowe a od 1922 roku jego następca, Spółdzielczy Bank Ludowy. Właściciele, ze względu na swoją działalność społeczną, zostali zamordowani przez hitlerowców w 1940 roku.
Po wojnie kamienica stała się własnością miasta. Wieloletnia eksploatacja spowodowała jej znaczące zniszczenie, gdyż dopiero w 1990 roku została ona wpisana do rejestru zabytków. W latach 2005–2007 przeprowadzono generalny remont, który uratował kamienicę przed całkowitym zniszczeniem, a nawet zawaleniem.